# 健身环大冒险
《健身环大冒险》是一款由任天堂企划制作本部开发并由任天堂发行在任天堂Switch上的健身游戏。
本游戏于2019年9月發表，同年10月18日发售，包含有繁简中文内容以及游戏内的中文配音。

## 遊戲簡介
游戏最大的特点是伴随推出的配件“健身环”（Ring-Con）；健身環直徑約30公分，以聚酯纤维和尼龙製成，具有彈性。環內有擠壓感測器以感測玩家的動作，玩家需要将任天堂Switch的控制器Joy-Con拆下并分别安装到Ring-Con和腿部固定帶上，并通过玩家自身的运动在游戏中打败怪兽。游戏内以回合制角色扮演的冒险模式为主，玩家需要使用Ring-Con和腿部固定帶配合游戏中的动作要求击败怪兽和闯关。此外游戏也包含了健身小游戏和健身锻炼的其他模式。

## 評價
| 汇总媒体   | 得分   |
| ---------- | ------ |
| Metacritic | 83/100 |

| 媒体          | 得分   |
| ------------- | ------ |
| VG247         | [ 4 ]  |
| Nintendo Life | 8/10   |
| IGN           | 7.8/10 |
| GamesRadar+   | [ 7 ]  |
| Destructoid   | 8/10   |

根據Metacritic的綜合評分，《健身環大冒險》獲得了“普遍好評”的評價，得分為83/100。多數評審表示，本作並不是為了力量訓練而設計的，而是為了保持健康的狀況。遊戲中的角色扮演要素非常簡單，這讓休閒玩家也可輕鬆體驗遊戲樂趣，但對於追求更多難度挑戰的RPG玩家來說，這可能會令人感到失望。

### 銷售
遊戲上市首週在英國排名第三。在日本，首週銷售量為68,497套，排名該週第一。截至2023年3月底，本作在全球已經賣出了1538萬套。

### 獎項
在2019年度遊戲大獎及第23屆D.I.C.E.遊戲大獎獲得最佳家庭遊戲的提名，並獲得法米通・電擊遊戲大賞2019的特別獎。

## 影響
本作隨著口碑發酵，即便上市一個月後仍然造成世界各地缺貨的現象。2019年11月29日，任天堂對供貨不足首度發表道歉聲明，並表示將在年底前增加出貨的數量。
遊戲在日本地区的廣告代言人為新垣結衣；中国大陆地区的代言人为代理商腾讯旗下的硬糖少女303。
2020年初，由於2019新型冠状病毒疫情肆虐，任天堂再度發出公告指出，在中國生產的《健身環大冒險》由於廠房停工而將延遲出貨。這段期間，人們受到疫情影響為了在家做運動，而掀起了一股搶購潮，並造成市面上的價格飆漲。

## 意外
2022年5月20日，香港一名18歲少年在遊玩本遊戲後，被母親回家後發現該少年突然暈倒兼不省人事，頭部受傷兼耳鼻流血，救護員到場後證實事主當場死亡。據了解該事主被發現時電視機仍開着，手中拿着遊戲機遙控器，腳部綁有遊戲用的配件，地上放有瑜珈墊。經香港警方初步調查後，相信事主在遊玩本遊戲時突然暈倒及跌倒受傷，惟真正死因有待剖屍確認。